# Fructose-1,6-bisphosphat
Fructose-1,6-bisphosphat oder Fructose-1,6-biphosphat, abgekürzt F-1,6-BP ist ein phosphorylierter Zucker, der im Stoffwechsel (Glykolyse) eine wichtige Rolle als Intermediat einnimmt. Die β-D-Form ist das in der Natur am häufigsten vorkommende Isomer. Es darf nicht mit Fructose-2,6-bisphosphat, einem sehr ähnlichen Metaboliten mit regulatorischer Aktivität, verwechselt werden.

## Geschichte
Eine der frühesten wissenschaftlichen Erwähnungen ist von 1933, die die Intermediate der Glykolyse untersuchte. Zu diesem Zeitpunkt wurde die Verbindung als Fructosediphosphorsäure bezeichnet. Die Vorsilbe „bis“ wird heute verwendet, da sie korrekter ist. Sie gibt an, dass die beiden Phosphatgruppen nicht miteinander verbunden und an zwei verschiedenen Atomen lokalisiert sind.

## Biologische Bedeutung
Fructose-1,6-bisphosphat ist ein wichtiges Intermediat beim Kohlenhydratstoffwechsel, z. B. beim Abbau von Glucose. So entsteht es im Zuge der Glykolyse aus Fructose-6-phosphat, was durch eine Phosphofructokinase unter Verbrauch von ATP phosphoryliert wird. Eine Aldolase spaltet in der Folgereaktion Fructose-1,6-bisphosphat in zwei C3-Bausteine: Glycerinaldehyd-3-phosphat und Dihydroxyacetonphosphat.
Auch beim Aufbau von Glucose (Gluconeogenese) wird F-1,6-BP gebildet. Dieses wird dann in Fructose-6-phosphat umgesetzt, was dann weiter zu Glucose-6-phosphat prozessiert wird.
Schließlich kann F-1,6-BP auch die Pyruvatkinase regulieren: Die Pyruvatkinasen der Leber, der Niere und in den Erythrozyten werden durch Fructose-1,6-bisphosphat allosterisch aktiviert.